# 마이티 No. 9
《마이티 No. 9》(Mighty No. 9, マイティーナンバーナイン)은 일본 게임 개발사 콤셉트와 인티 크리에이츠가 제작한 2016년 액션 플랫폼 게임이다. 과거 《록맨》 시리즈 제작진이었던 이나후네 케이지가 주도한 작품으로, 킥스타터를 통한 크라우드펀딩으로 제작비를 모아 개발됐다.
2013년 9월 킥스타터를 통해 발표된지 약 이틀 만에 후원금이 목표금액인 90만 달러를 돌파했으며, 최종적으로 4배에 가까운 약 384만 달러를 후원받아 펀딩 캠페인을 성공리에 마쳤다. 최초에는 2015년 4월에 출시할 예정이었으나, 여러 번의 발매연기 끝에 2016년 6월 21일 마이크로소프트 윈도우, 플레이스테이션 3, 플레이스테이션 4, 엑스박스 360, 엑스박스 원 및 Wii U로 발매됐다. 같은 해 8월 25일 리눅스 및 OS X 버전이 출시됐지만, 기존에 공약했던 플레이스테이션 비타와 닌텐도 3DS판은 발매되지 않았다.
개발 중 《마이티 No. 9》은 후원자와의 교류 부족과 개발진행 미숙 등 콤셉트의 계속된 관리 부질로 지탄을 받았다. 발매 후 게임은 게임언론으부터 기대 이하의 그래픽, 좋지않은 최적화로 인한 퍼포먼스 문제 등으로 부정적인 반응을 받았다.
2015년 8월에 인티 크리에이츠가 개발한 《푸른 뇌정 건볼트》와의 크로스오버 작품 《마이티 건볼트》를 출시했다. 이후 이 게임의 후속작 《마이티 건볼트 버스트》가 2017년 6월에 발매했다.

## 게임플레이
《마이티 No. 9》는 3D 그래픽에 2D 플랫폼 게임플레이를 결합한 2.5D 비디오 게임이다. 주인공 벡(이른바 마이티 No. 9)은 기본적으로 적에게 공격할 수 있는 총을 갖추고 있으나, 보스를 퇴치한 후 새로운 능력을 얻어 사용할 수 있다.

## 개발
《마이티 No. 9》는 2013년 페니 아케이드 엑스포에서 처음 발표됐다. 개발 자금을 마련하기 위해 크라우드펀딩 사이트 킥스타터를 통해 2013년 8월 31일 모금운동을 시작했는데, 9월 2일 이틀 만에 첫 목표금액이었던 미화 90만 달러를 달성했다.

## 반응
게임스팟에서는 10점 만점에 5점을 주며 "과거로부터의 기억에 의존한 별 볼일 없고 평균적인 게임"이라는 평을 남겼다. 일본 게임 잡지 패미통에선 40점 만점에 30점을 매겼다.

## 같이 보기
- 이나후네 케이지
- 《레드 애쉬》